# Wishbone Four
Wishbone Four è il quarto album in studio del gruppo rock inglese Wishbone Ash, pubblicato nel 1973.

## Tracce
1. So Many Things to Say – 5:06
2. Ballad of the Beacon – 5:04
3. No Easy Road – 3:48
4. Everybody Needs a Friend – 8:24
5. Doctor – 5:53
6. Sorrel – 5:03
7. Sing Out the Song – 4:24
8. Rock 'n Roll Widow – 5:50

## Formazione
- Andy Powell - chitarre, voce
- Ted Turner - chitarre, voce
- Martin Turner - basso, voce
- Steve Upton - batteria, percussioni